# Vârful Nedeia, Munții Căpățânii
Vârful Nedeia (45°19′18″N 23°50′42″E / 45.32167°N 23.84500°E) este cel mai înalt vârf din Munții Căpățânii, din Carpații Meridionali, având înăltimea de 2.130 m.